# Halle Open 2021
Halle Open 2021 — тенісний турнір, що проходив на трав'яних кортах у місті Галле, Німеччина з 14 до 20 червня. Належав до категорії ATP 500.

## Фінальна частина

### Одиночний розряд
Юго Енбер —  Андрій Рубльов 6–3, 7–6(7–4)

### Парний розряд
Кевін Кравіц /  Горія Текеу —  Фелікс Оже-Аліассім /  Губерт Гуркач 7–6(7–4), 6–4